# Omméel
Omméel foi uma comuna francesa na região administrativa da Normandia, no departamento Orne. Estendia-se por uma área de 9,17 km². Em 2010 a comuna tinha 125 habitantes (densidade: 13,6 hab./km²).
Em 1 de janeiro de 2017, passou a formar parte da nova comuna de Gouffern en Auge.